# SH2B1
SH2B1 (англ. SH2B adaptor protein 1) — адаптерный белок, кодируется геном человека SH2B1. Вариации гена связаны с риском развития ожирения.

## Функция
Белок SH2B1 является адаптерным белком нескольких членов семейства тирозинкиназных рецепторов. Вовлечён во множество путей передачи сигнала, опосредованных киназой JAK, а также рецепторными тирозинкиназами: рецепторами инсулина (INS), инсулиноподобным фактором роста I (IGF1), фактором роста нервов (NGF), BDNF, GDNF, PDGF и факторами роста фибробластов (FGF).
Связывается с инсулиновым рецептором, адаптерным белком Grb2, протеинкиназным рецептором TrkA и киназой JAK2.

## Клиническое значение
Вариации человеческого гена SH2B1 связаны с ожирением. Делеция гена приводит к тяжёлому варианту раннего ожирения. 